# Porta Aurelia

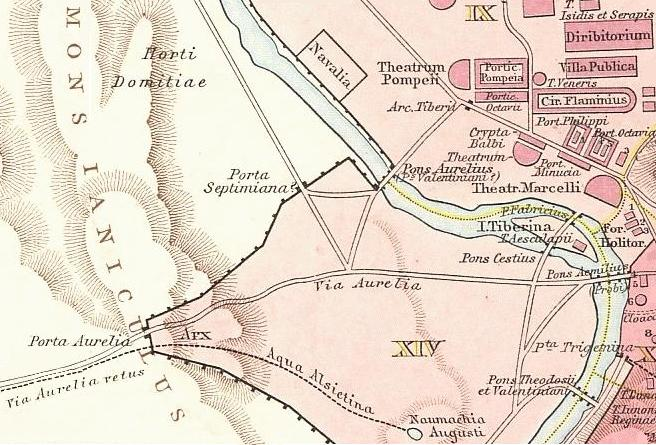
Antikes Rom mit Porta Aurelia

Die Porta Aurelia war eines von nur drei Stadttoren auf dem westlichen Ufer des Tiber im antiken Rom. Sie stand am südlichen Ausläufer des Hügels Gianicolo.
Das Tor war Teil der Aurelianischen Mauer, die zwischen 271 und 275 n. Chr. erbaut wurde. Durch das Tor verlief die Via Aurelia, die nach Pisa und von dort nach Gallien führte. Die Straße nahm ihren Anfang am Forum Boarium südlich des Marcellustheaters, überquerte den Pons Aemilius, führte durch die 14. Region und verließ die Stadt an der Porta Aurelia.

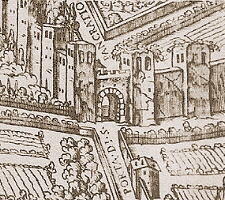
Porta Aurelia auf einem Stich von 1625

Auf einer alten Karte von Rom ist die Porta Aurelia abgebildet mit einem einzigen Durchgang, flankiert von zwei viereckigen Türmen. Über das tatsächliche Aussehen liegen keine gesicherten Zeugnisse vor.
Vor der Porta – wie auch vor den anderen Stadttoren Roms – wurden der römischen Bestattungssitte gemäß beiderseits der Ausfallstraße zahlreiche Grabbauten und unterirdische Katakomben errichtet. In einer dieser Katakomben wurde der jugendliche Märtyrer Pankratius bestattet, über dessen Grab wenig später eine Basilika errichtet wurde. Da dieser populäre Heilige große Pilgerscharen anzog, wurde schon seit dem 6. Jahrhundert das Tor auch Porta San Pancrazio genannt.
Papst Urban VIII. ließ in der ersten Hälfte des 17. Jahrhunderts im Bereich des Gianicolo eine neue Stadtmauer erbauen. Die Porta Aurelia war in derart schlechtem Zustand, dass sie im Zuge dieser Arbeiten 1644 abgebrochen und durch die neue Porta San Pancrazio ersetzt wurde.
Doch auch dieser Nachfolgebau hat die Zeit nicht überdauert, da er im Jahre 1849 bei den Freiheitskämpfen Giuseppe Garibaldis durch französischen Beschuss zerstört wurde. Das heutige Tor ist eine Rekonstruktion aus dem Jahre 1854.